# 테르모콕쿠스 감마톨레란스

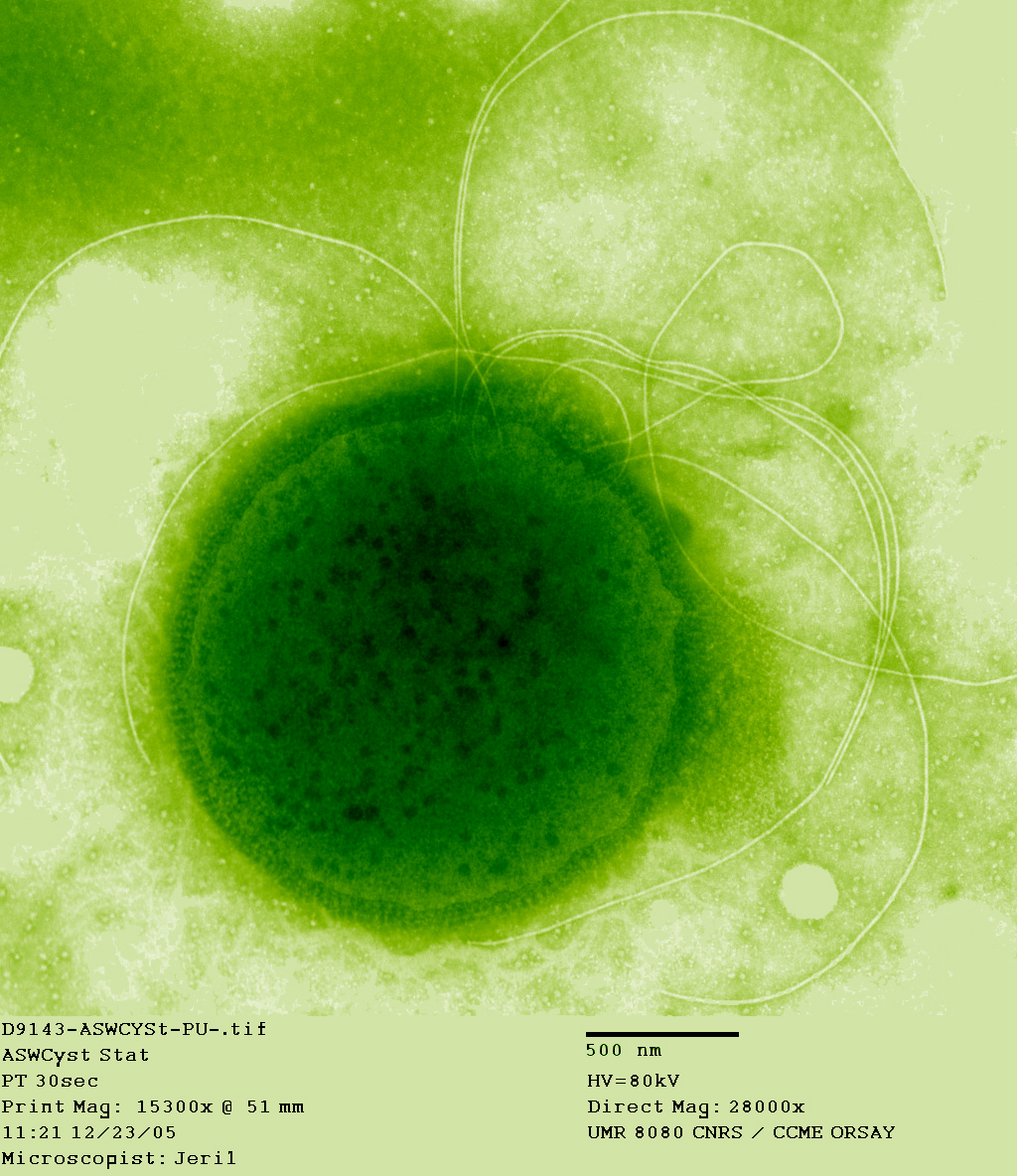

테르모콕쿠스 감마톨레란스(Thermococcus gammatolerans)는 방사능을 먹는 고균이다. 방사선저항성이 매우 높다. 사람이 10 시버트의 방사능이 치사량인데 비해, 이 고균은 30,000 시버트가 치사량이다.

## 같이 보기
- 데이노콕쿠스 라디오두란스